# Abi-eshuh
Abi-eshuh (Abi-ešuḫ) est un roi de Babylone qui a régné de 1711 à 1684 av. J.-C., succédant à son père Samsu-iluna. 
Le règne de ce dernier a vu le royaume babylonien forgé sous le règne de Hammurabi se rétracter peu à peu, surtout dans la région du haut et du moyen Tigre. Ce phénomène s'accentue sous Abi-eshuh et ses successeurs. Abi-eshuh doit mener des combats dans la région du moyen Euphrate, notamment contre les troupes Kassites qui sont alors de plus en plus menaçants, et sur les marges méridionales du son royaume face à la première dynastie du Pays de la Mer, région dans laquelle il fonde une place forte à son nom, Dūr-Abi-ešuḫ, « Fort Abi-eshuh ».